# Römerzeitlicher Fundplatz Cham-Hagendorn
Der römerzeitliche Fundplatz Cham-Hagendorn befindet sich am Nordwestrand des Weilers Hagendorn, der zur politischen Gemeinde Cham ZG gehört. In der Römischen Kaiserzeit gehörte dieses Gebiet zur Civitas Helvetiorum, einem Teil der Provinz Germania superior.
In Hagendorn wurden eine Wassermühle, zwei Schmieden und ein Heiligtum des 2./3. Jahrhunderts n. Chr. ausgegraben. Alle Anlagen dienten gewerblichen oder kultischen Zwecken; eine Siedlung oder einzelne Wohnbauten gab es in diesem Bereich nicht. Die Mühle, die Schmieden und der Kultplatz gehörten zum umfangreichen Grundbesitz (fundus) der Villa rustica von Cham-Heiligkreuz. Wegen der sehr guten Erhaltung ihrer Holzbestandteile ist die Wassermühle für das Verständnis der römischen Mühlentechnik wichtig.

## Lage
Der heutige Weiler Hagendorn liegt rund 3,5 km nordwestlich des Zugersees. Das Seeufer verlief bis ins 16. Jahrhundert allerdings weiter nördlich als heute. Aus dem Zugersee kommend, fliesst die Lorze in nördliche Richtung und mündet in die Reuss. Der Fundplatz lag in der Antike direkt am Ufer eines von Ost nach West fliessenden Gewässers; ob es sich um einen Seitenarm der Lorze oder um einen Bach handelt, der das Grobenmoos in die Lorze entwässerte, bleibt unentschieden. Auch der Fluss hat sich im Lauf der Jahrhunderte verlagert.

## Ausgrabungen

### 1944/45
Am 18. März 1944 wurde die Fundstelle Cham-Hagendorn entdeckt. Im Rahmen der sogenannten Anbauschlacht zur Vergrösserung der landwirtschaftlich nutzbaren Fläche sollte die Schwemmebene westlich von Hagendorn trockengelegt werden. Am 20. März besichtigten die Ausgräber Josef Speck und Albert Weiss die Wände eines Drainagegrabens; am 6. April sicherte Landammann Meyer eine Subvention zur archäologischen Untersuchung des Geländes zu, das für zwei Jahre gepachtet wurde. Es bestand die Erwartung, hier auf einen römischen Gutshof zu stossen.
Da ein Feldtagebuch nicht existiert, ist der genaue Ablauf der archäologischen Untersuchung nicht bekannt. Ein Freiwilligen-Team aus sieben Erwachsenen und zwei Jugendlichen grub unter der Leitung von Michael Speck an geschätzt siebzehn Tagen zwischen Mitte April und Ende September 1944 und zwischen Mitte Juli und Ende Oktober 1945  ein in etwa rechteckiges Areal von 20 m Länge und 14,50 m Breite aus. In etwa 90 cm Tiefe stiessen sie auf einen verlandeten Wasserlauf. Der grobkörnige Sand war durchmengt mit Keramikscherben, Holzbrettchen und Pflanzenresten. In diesem Bereich fanden sich auch wuchtige Balken und Pfähle mit Schwarzfärbung, die als Verkohlung infolge eines Brandes interpretiert wurde. Eine grosse hölzerne Radnabe mit einem Kranz von Steckenlöchern liess vermuten, dass es sich hier um Reste einer Wassermühle handeln könne. Als dann mehrere Bruchstücke von Mühlsteinen und ein kompletter Läuferstein ans Licht kamen, wurde dies zur Gewissheit.
Der Vergleich mit den Befunden von 2003/04 deutet darauf hin, dass die Ausgräber der 1940er Jahre sich auf die Bergung von Hölzern und das Einsammeln der Keramik konzentrierten, was der damaligen Schwerpunktsetzung der Archäologie entsprach. Die Untersuchung von Schlacken, Tierknochen und botanischen Proben gehörten noch nicht zum Spektrum einer Grabungsauswertung.

### 2003/04
Als die Fensterfabrik Baumgartner einen Erweiterungsbau im Bereich des römerzeitlichen Fundplatzes Cham-Hagendorn plante, untersuchte die Kantonsarchäologie Zug vorab ein Areal von 24 × 60 m; dabei wurde auch das gesamte Grabungsgelände von 1944/45 nochmals untersucht. Es gab zwei Kampagnen vom 28. Juli bis 19. November 2003 und vom 26. Februar bis 1. Oktober 2004. Die Grabungen wurden seitens der Kantonsarchäologie Zug von Gishan B. Schaeren betreut und vor Ort durch Johannes Weiss und Benedikt Lüding geleitet. Das Team umfasste maximal acht Ausgräber und Zeichner. Sondierschnitte ergaben, dass nur in direkter Nähe zur Altgrabung 1944/45 mit antiken Befunden zu rechnen war. 60 Felder mit den Abmessungen von je 4 × 6 m wurden als Ausgrabungseinheiten festgelegt und untersucht. Nachdem ein Bagger Humus- und Ackerboden sowie Sedimentschichten abgeräumt hatte, wurden die Befunde von Hand freigelegt und zeichnerisch sowie fotografisch dokumentiert und beschrieben.
Die Drainagearbeiten, welche in den 1940er Jahren zur Entdeckung des Fundplatzes in Cham-Hagendorn geführt hatten, liessen in den folgenden Jahrzehnten den Feuchtboden austrocknen, der bis dahin insbesondere Hölzer so hervorragend konserviert hatte. Dies wirkte sich auf alle Fundgattungen negativ aus. Dass 2003/04 weit mehr Metallfunde (Schlacken, aber auch Münzen) gemacht wurden als 1944/45, liegt auch daran, dass ein Metalldetektor genutzt wurde.

## Einbettung in die Siedlungslandschaft

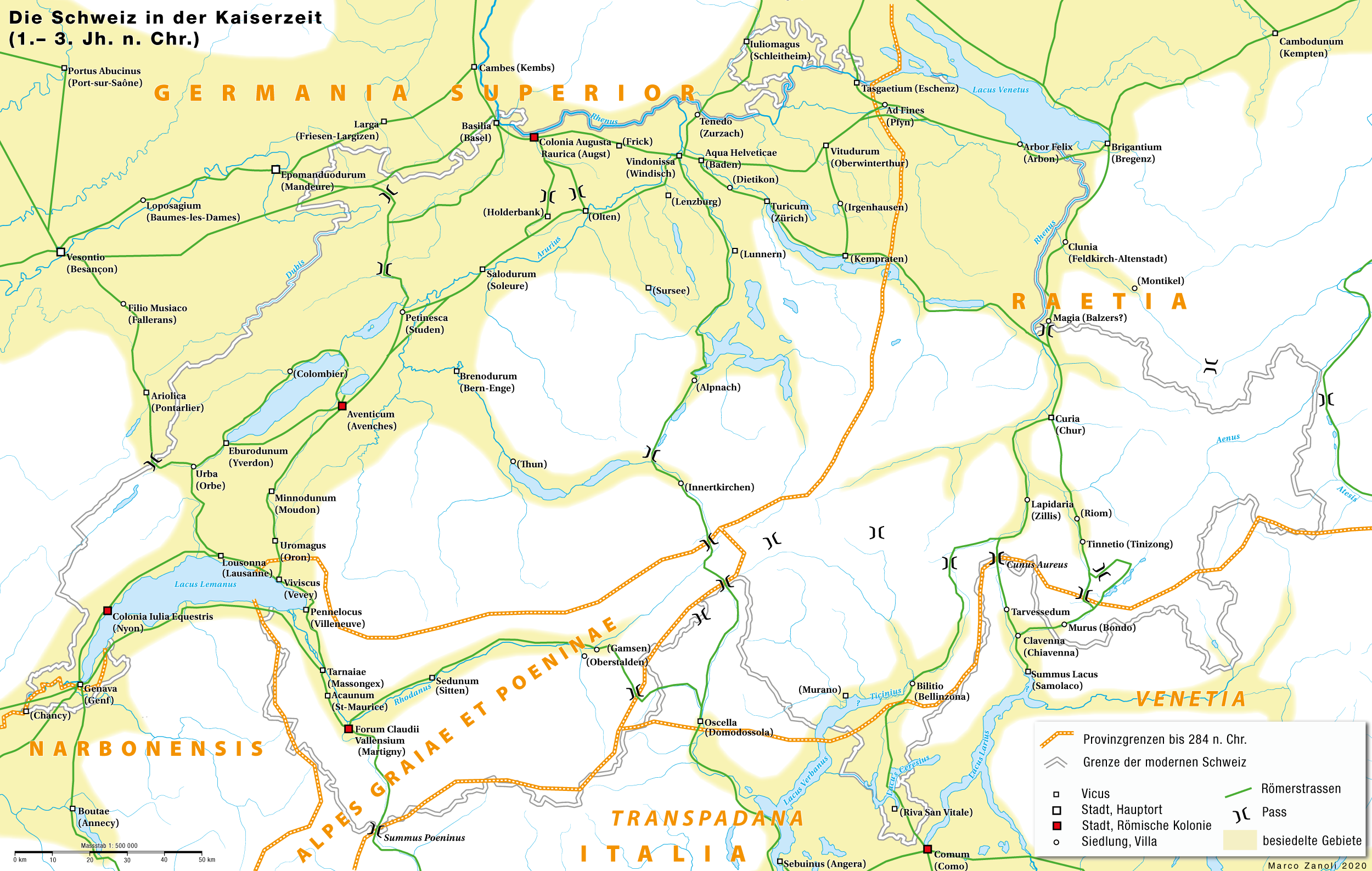
Karte der heutigen Schweiz in der Römischen Kaiserzeit (1. bis 3. Jahrhundert n. Chr.)

Abseits der überregionalen Verkehrswege gelegen, gehörte das Gebiet des Zugersees in der Römischen Kaiserzeit zu einer landwirtschaftlich genutzten Region, die sich von Vindonissa aus rund 60 km südwärts erstreckte und die durch ein Netz von Villae rusticae erschlossen war. Diese Gutshöfe belieferten wahrscheinlich den Zentralort Vindonissa. Im Bereich des Zugersees gab es fünf Domänen, deren Zentren folgende Gutshöfe bildeten:
- Cham-Heiligkreuz;
- Baar-Zentrum;
- Risch-Holzhäusern;
- Risch-Muriweid;
- Zug-Friedhof St. Michael.

Im Norden schliesst sich eine grosse Domäne (Mettmenstetten-Grossholz, Kanton Zürich) an. Dass die Gutshöfe in einer Entfernung von 4 bis maximal 6 km voneinander erbaut wurden, lässt sich beispielsweise auch im Reusstal und im Aaretal beobachten. In der Villa Rustica wohnte die jeweilige Gutsbesitzerfamilie mit ihrem Personal, während Pächter und Landarbeiterfamilien auf verschiedenen Aussenstationen lebten.
Daneben gab es gewerblich oder kultisch genutzte Aussenstationen, wo niemand wohnte. Das wird auch für den Fundplatz Cham-Hagendorn vermutet, und die archäobotanischen Untersuchungen bestätigen, dass Menschen hier nicht siedelten: Schmiede, Heiligtum und Mühle waren von Wald umgeben. Dabei dominierten Buche, Eiche, Haselnuss und Erle. Die Holzbauten wurden in einem sumpfigen Gelände errichtet; um sie herum entstanden infolge menschlicher Aktivität Ruderalflächen mit den dafür typischen Pflanzen. Die wenigen Reste von Kulturpflanzen stammen wohl von Siedlungen in der weiteren Umgebung. Damit ist Cham-Hagendorn einer der wenigen römischen Fundplätze in der Schweiz, deren Umwelt auch archäobotanisch untersucht wurde.
Da Cham-Hagendorn nur 1,4 km nordwestlich von Cham-Heiligkreuz gelegen ist, ist die Zuordnung zu dieser Villa Rustica eindeutig. Das Gelände des Gutshofs von Cham-Heiligkreuz befindet sich im Ortsteil Lindencham südlich des Benediktinerinnenklosters Heiligkreuz; archäologische Untersuchungen 1933/35 wiesen hier Ökonomiegebäude und Sodbrunnen nach. Die Lage des Haupthauses (pars urbana) ist unbekannt. Eine Magnetometerprospektion bestätigte 2017 die Befunde der Altgrabung.
Insgesamt standen den fünf Domänen höchstens 6700 Hektar für die Landwirtschaft zur Verfügung; schätzungsweise zwei Drittel waren für Getreideanbau nutzbar, der Rest war feuchtes Weideland. Die Bevölkerung in diesem Gebiet wird auf 450 bis maximal 750 Personen geschätzt, wobei der Höchstwert als unwahrscheinlich gilt. Wenn der übliche Brache-Landbau betrieben wurde, lässt sich die Getreideernte im Gebiet des Zugersees auf jährlich 1100 bis 1400 Tonnen Getreide schätzen – genug, um 3500 bis 4500 Menschen zu ernähren. Die Wassermühle von Cham-Hagendorn war in den Jahren ihres Bestehens in der Lage, einen Grossteil dieses Getreides zu Mehl oder Griess zu vermahlen.

## Bebauungsschichten
Das römische Klimaoptimum dauerte von 300 v. Chr. bis 230 n. Chr. Die Bebauung von Cham-Hagendorn beginnt innerhalb dieses Zeitfensters und führt über dessen Ende hinaus. Unterbrochen und schliesslich beendet wurde sie durch mehrere Überschwemmungen, ausgelöst jeweils durch Hochwasser des Zugersees:
- Horizont 1a (160/70 bis 210/15 n. Chr.): Eine Schmiede und ein Heiligtum werden errichtet. Eine heftige Überschwemmung zerstört beide.
- Horizont 1b (215/18 bis 225/30 n. Chr.): Das Ufer wird mit einem Deich gesichert. Das Heiligtum wird wieder aufgebaut. Ein mässig starkes Hochwasser markiert das Ende dieser Phase.
- Horizont 2 (230/31 bis 260 n. Chr.): Rund 28 Jahre ist eine Wassermühle in Betrieb, bis sie um 260 n. Chr. durch eine Überschwemmung zerstört wird.
- Horizont 3 (um 260/70 n. Chr.): Der jüngsten Bebauungsschicht gehört eine Schmiede an. Wieder folgt eine Überschwemmung, nach der keine neue Bebauung festgestellt werden kann. Entweder gibt die Bevölkerung diesen Standort auf, weil die periodisch wiederkehrenden Überschwemmungen doch zu stark frustrieren, oder die Aufgabe von Cham-Hagendorn geschieht im Kontext eines allgemeinen Bevölkerungsrückgangs.
- Horizont 4 (um 270/75 n. Chr.): Während einer Warmphase bildet sich durch die Fliessaktivität des Wassers neuer Boden. Wahrscheinlich erst in nachrömischer Zeit verlandet das Gelände bei einer neuerlichen Überschwemmung. Danach ist im Bereich des Fundplatzes nur noch geringe Fliessaktivität festzustellen.

Die Bebauung wird anhand der dendrochronologischen Bestimmung der Hölzer datiert; diese lassen sich drei Schlagphasen zuordnen: zwischen 173 und 200 n. Chr.; 215 und 218 n. Chr.; 231 n. Chr. Die Fundmünzen passen zu dieser Datierung; es handelt sich um Kleingeld des 2. und 3. Jahrhunderts mit Antoninianen des Gallienus und des Postumus als Schlussmünzen, die zwischen 253 und 261 geprägt wurden. Drei ältere Münzen aus keltischer bzw. augusteischer und tiberianischer Zeit fallen aus dem Rahmen und sind wohl bei Überschwemmungen bachabwärts hierher transportiert worden.

## Baustrukturen und Funde

### Ältere Schmiede (Horizont 1a)
Am Ufer des Bachs stand im späten 2. Jahrhundert n. Chr. ein Gebäude mit längsrechteckigem Grundriss, das aufgrund einer benachbarten Schlackenhalde als Schmiede gedeutet wird. Ob sie die Wasserkraft nutzte, ist nicht zu entscheiden. Die Umgebung war von Wald geprägt; der Holzreichtum dürfte für die Ortswahl ausschlaggebend gewesen sein. Wenn man schätzt, dass die Schmiede maximal 20 Jahre in Betrieb war, lässt sich aus der Menge der Kalottenschlacken schliessen, dass sie nur die bei der benachbarten Villa rustica anfallenden Aufträge zu erledigen hatte. Hier wurde womöglich nur an ein oder zwei Tagen pro Woche gearbeitet.

### Heiligtum (Horizonte 1a/1b)

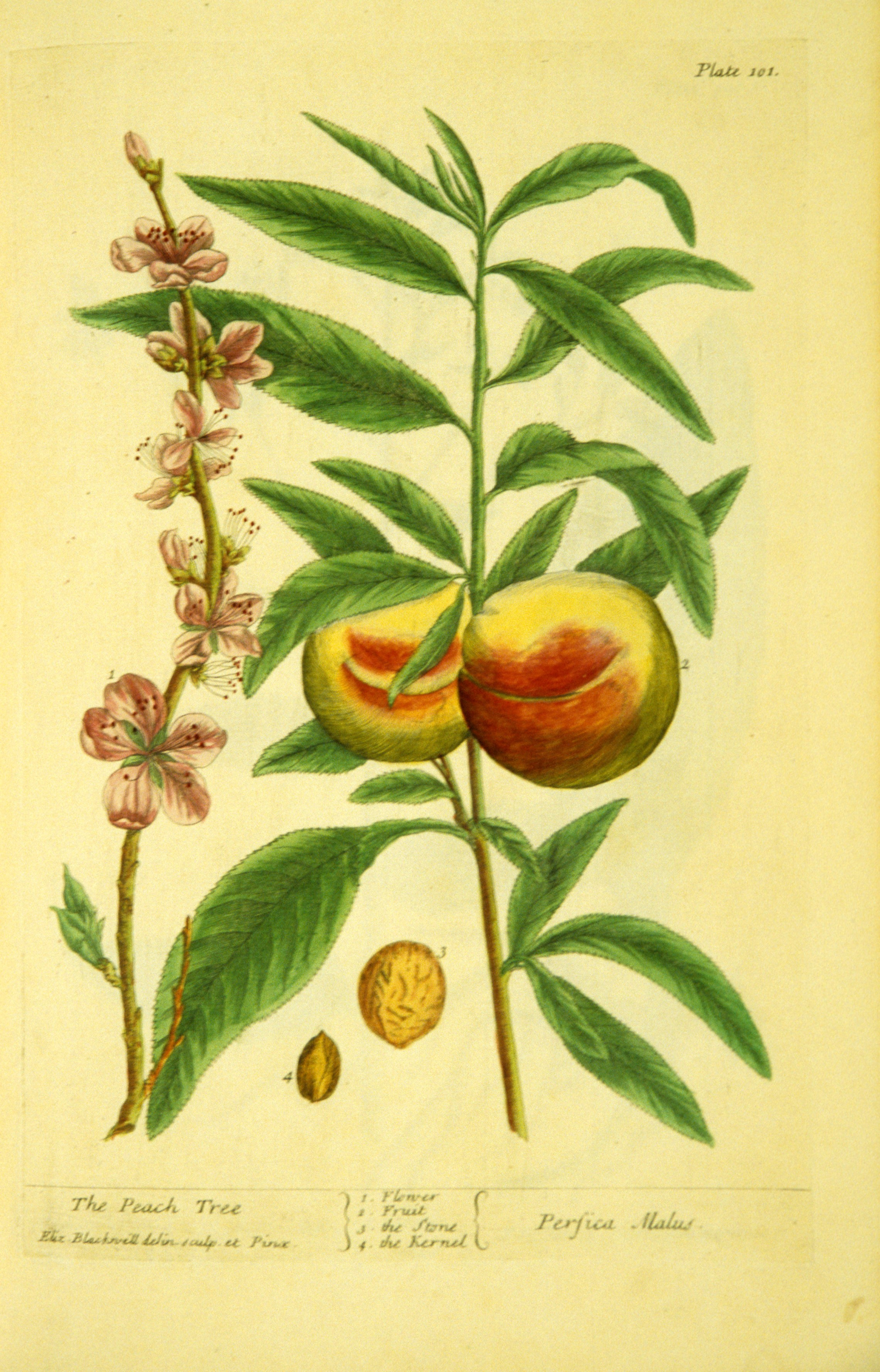
Pfirsich (Elizabeth Blackwell, 1737)

Bei den Ausgrabungen wurde ein heiliger Bezirk angeschnitten, dessen Grenze durch den Bachlauf und einen Flechtzaun am Ufer markiert wurde. Auf der Insel stand eine langgestreckte, schindelgedeckte Holzkonstruktion, in der wohl Votivgaben aufgestellt und Kultgeräte deponiert wurden. Auf der Insel wuchs ein Pfirsichbaum, der zu einem Garten oder heiligen Hain gehört haben könnte. «Das Ergebnis der Pollenanalyse belegt zum ersten Mal in der Schweiz den lokalen Anbau von zumindest einem Pfirsichbaum während der Römerzeit.»
Vom Kultbetrieb am Heiligtum blieben vor allem Weihegaben erhalten, darunter ein Ensemble von mindestens 23 Terrakottafigurinen (siehe unten). An die Kultbankette erinnern zahlreiche verbrannte Knochen, vor allem von Schweinen. Tafelgeschirr, darunter wertvolle Terra Sigillata, und Kasserollen aus Silber und Buntmetall wurden wohl bei diesen Banketten verwendet; bei Glasgefässen bleibt offen, ob es sich um Tafelgeschirr für die Bankette handelte, um Weihegaben oder um Objekte, die vom Bach hier angeschwemmt wurden, aber von anderswoher stammen.

### Wassermühle (Horizont 3)
Um 231 n. Chr. wurde eine Wassermühle direkt am Bachufer erbaut. Dazu war technisches Spezialwissen erforderlich. Die Investitionen in Mühlenbau und Reparaturen sowie die Heranführung von Getreide (durch Pollen des Weizentyps als Mahlgut nachweisbar) waren möglich, weil zur Villa Rustica von Cham-Heiligkreuz grosse Anbauflächen gehörten. Kleinfunde im Mühlenbereich (ein Stilus, mehrere Schreibgriffel und eine Waage) deuten darauf hin, dass das Mahlgut von der Gutsverwaltung genau erfasst wurde.
Das Mühlrad lief in einer engen Schussrinne. So wurde die Wasserkraft optimal auf die Speichenschaufeln des Rades gelenkt. Die Drehenergie des Rades brachte der horizontale Wellbaum mittels Sternnabe und horizontalen Sternrads (von beiden blieb nichts erhalten) zur vertikalen Drehachse des Mahlwerks. «Diese Konstruktion bedingte ein Lichtwerk, das heisst die Drehachse muss auf einem beweglichen horizontalen Hebebalken gestanden haben. Es handelt sich demnach um ein schnell laufendes Mahlwerk mit gestütztem Läufer und Schussrad.»
Aufgrund der jährlichen Überschwemmungshorizonte ist bekannt, dass die Mühle 28 Jahre genutzt wurde. In dieser Zeit waren zwei Reparaturen notwendig, d. h. die drei Mühlräder, die aufgrund der Grabungsfunde rekonstruiert werden konnten, waren zeitlich nacheinander in Betrieb. Obwohl die Erbauer die Mühle durch tief in den weichen Boden getriebene Pfeiler zu stabilisieren versuchten, gelang das wohl nicht ganz. Die Mühle blieb wegen ihrer Instabilität wartungsanfällig.
Sowohl der Ausgräber Josef Speck als auch der Mühlenforscher Adolf Gähwiler interpretierten Schwarzfärbungen an den Hölzern der Mühle als Indizien dafür, dass die Mühle niedergebrannt sei. Anton Tuor schilderte dieses Ereignis ausführlich: «Früh wird es Abend unter dem schwarzen Gewölk, und mit gleissendem Blitz und Donnerschlag öffnen sich die Schleusen des Himmels zu einem furchterregenden Sommergewitter … Mit einem berstenden Donnerschlag fährt eine Feuerlohe hernieder in die Mühle …, Sekunden später steht sie in Flammen.» Dies ist nach den Untersuchungen von Werner H. Schoch zu korrigieren. Keines der Hölzer zeigt Brandspuren, vielmehr färbt sich Eichenholz im Zuge des Alterungsprozesses schwarz. Das Ende der Wassermühle kam also nicht durch Feuer, sondern durch Hochwasser.

### Jüngere Schmiede (Horizont 4)
Hauptsächlich durch deponierte Kalottenschlacken ist eine Schmiede bekannt, die um 260/65 für wenige Jahre bestand und ebenso wie die Vorgängerwerkstatt wohl nur tageweise anfallende Aufträge und Reparaturen des Gutsbetriebs ausführte.

## Einzelfunde (Auswahl)

### Ensemble von Terrakottafigurinen
Mit Fragmenten, die sich zu mindestens 23 Terrakottafigurinen zusammensetzen lassen, weist Cham-Hagendorn das bislang grösste in der Schweiz gefundene Ensemble dieser Kultfiguren auf.
Die etwa 20 cm hohen Figurinen, die noch Spuren von Bemalung zeigen, stammen aus spezialisierten Werkstätten, in denen der weisse oder hellgelbe Pfeifenton in zwei- oder dreiteiligen Modeln geformt wurde. Einige Hagedorner Figurinen werden versuchsweise einer Werkstatt in Zentralgallien (Allier-Gebiet) zugeordnet, andere der Werkstatt des Pistillus in Augustodunum bzw. seinen Nachahmern, und eine Figurine wurde vor dem Brand mit der Signatur MARC… versehen, was sich zu dem Herstellernamen MARC(I)ILLO ergänzen lässt.
Das Ensemble von Cham-Hagendorn weist folgende Typen auf:
- 11 Darstellungen der Venus,
- 10 Mutter-Kind-Figurinen (matres),
- ein Kind mit Kapuzenmantel (cucullatus),
- eine herzförmige Büste, vermutlich eines lächelnden Kindes (risus).

Diese Figurinen-Typen deuten auf einen von Frauen geübten Kult hin. Die Bitte um eine Schwangerschaft bzw. der Dank an die Gottheit nach einer glücklich verlaufenen Geburt werden als Anlass für die Weihungen vermutet. Die Fundsituation lässt darauf schliessen, dass die Figurinen in lockerer Reihung am Bachufer auf dem Boden (oder auf einem Stein oder Brett) standen und bei dem Hochwasser in den Bach gespült wurden. Schnell waren sie von Sediment bedeckt und blieben deshalb gut erhalten.

### Merkurring
In der Verfüllung der Altgrabung wurde 2003/04 ein silberner Fingerring gefunden, dessen Platte die gravierte Inschrift MERC(VRIO) trägt. Der Besitzer oder die Besitzerin des Ringes stellte sich damit unter den Schutz des Mercurius, eine in der Bevölkerung nördlich der Alpen beliebten Gottheit. Der Merkurring könnte als Weihegabe im Heiligtum deponiert worden sein.

### Schwertriemenbeschlag
Die Überschüsse der Getreideernte wurden offensichtlich exportiert, und ein Abnehmer war wahrscheinlich das römische Militär. Dafür spricht ein Einzelfund aus Cham-Hagendorn, der allerdings nicht im ursprünglichen Kontext gefunden wurde, sondern 2003/04 in der Verfüllung der Altgrabung von 1944/45: das Fragment des Schwertriemenbeschlags eines Benefiziariers aus Buntmetall, der stilistisch nach Rätien, zeitlich ins 3. Jahrhundert gehört.

### Klappmessergriff
Ein weiterer herausragender Einzelfund ist ein wohl aus Rinderknochen rundplastisch geschnitzter Klappmessergriff, der einen Schafträger als Inbegriff ländlicher Idylle darstellt. Eine christliche Interpretation als Guter Hirte ist unwahrscheinlich. Da das Stück bei der Altgrabung gefunden wurde, ist eine stratigrafische Zuordnung nicht möglich. Es handelt sich aufgrund der stilistischen Datierung des Messergriffs (um 250/60 n. Chr.) wohl nicht um eine im Heiligtum niedergelegte Weihegabe, sondern eher um einen Zufallsverlust, der dem Fundhorizont 2 (Wassermühle) zuzuordnen ist. Die Schnitzerei ist von hoher Qualität; auch das Schnitzmaterial Rinderknochen spricht gegen lokale Produktion und für eine Herstellung in einem Gebiet mit fortgeschrittener Rinderzucht, wie Italien.

## Bedeutung von Cham-Hagendorn für die Mühlenforschung
Das Landesmuseum Zürich konservierte und magazinierte nach 1945 die interessantesten Funde. Ein Artikel des Kantonsarchäologen Josef Speck im Zuger Neujahrsblatt 1961 vermeldete die technikgeschichtliche Sensation, dass in Hagendorn die erste römische Wassermühle nördlich der Alpen nachgewiesen worden sei.
In den 1980er Jahren machte sich der Mühlenforscher Adolf Gähwiler aus Schiers daran, die Holzfunde von Cham-Hagendorn zu sichten. Rund 20 Reste wies er dem antiken Wasserrad zu. Sie liessen sich nach der 14C-Methode ins 2. Jahrhundert n. Chr. datieren. Gähwiler erkannte, dass es sich um Reste nicht eines, sondern dreier Wasserräder handelte, deren Grösse und Konstruktion er ermitteln konnte. Vitruvs Beschreibung des römischen Wasserrads ist unklar und kann durch die Archäologie präzisiert werden. Ein Abdruck eines Wasserrads im Lavatuff von Venafro (3. Jahrhundert n. Chr.) ermöglichte die Rekonstruktion dieses Rades und lieferte Gähwiler das Vergleichsmaterial für seine Rekonstruktionen. Grundlegend war Wasserrad I, von dem zwei Bodenbrettchen und zwei 95 cm lange Schaufeln (Länge ab Nabenmantel: 88 cm) erhalten blieben. Daraus berechnete Gähwiler einen Durchmesser des gesamten Rads von etwa 212 cm.
Gähwiler baute die drei Mühlräder von Cham-Hagendorn nach. Er nahm an, dass die Räder mittels einer Schussrinne angetrieben wurden. Das setzte voraus, dass das Wasser der Lorze oberhalb der Mühle aufgestaut und durch ein Gerinne herangeführt wurde. Schliesslich schoss es durch eine schräge Rinne unter dem Wasserrad hindurch.
«Für Freunde und Kenner von Wasserrädern ist es eine geradezu begeisternde Tatsache, dass in unserem Land der – oder doch ein – Typ römischer Bauart nachgewiesen werden kann. Das Bauprinzip ist mit grosser Sicherheit festzustellen», fasste Adolf Gähwiler das Ergebnis seiner Untersuchung zusammen. Neuere Publikationen über das antike Mühlenwesen beziehen sich auf die Wassermühle von Cham-Hagendorn. Örjan Wikander urteilt, dass die Funde von Hagendorn aufschlussreicher als der Tuffabdruck von Venafro seien. Die rekonstruierten drei Wasserräder seien jenem von Venafro ähnlich, mit Unterschieden im Detail. Die Rekonstruktion Gähwilers bleibe wegen des fragmentarischen Zustands insbesondere der Räder II und III allerdings unsicher.

## Erschliessung der Grabungsbefunde für die Öffentlichkeit
Ein rekonstruiertes Mühlrad wurde im Bereich des Spielplatzes Lorzenparadies an der Lorze aufgestellt und kann mit einer Solarpumpe in Betrieb gesetzt werden. Es ist in den Industriepfad Lorze eingebunden.
Eine weitere Mühlradrekonstruktion befindet sich im Museum für Urgeschichte(n) in Zug; dieses Museum zeigt auch eine Auswahl der Einzelfunde aus Hagendorn.